# Nederlands kampioenschap schaken 1957
Het Nederlands kampioenschap schaken 1957 vond plaats van 30 maart tot en met 13 april 1957 in Amsterdam. De eerste ronde van het toernooi werd gespeeld in Café-Restaurant De Kroon aan het Rembrandtplein, de overige ronden in het Minervapaviljoen.

## Geschiedenis
Tijdens het Nederlands kampioenschap schaken 1955 was Max Euwe voor de elfde maal in de historie Nederlands kampioenschap schaken geworden. Dat was een bijzondere prestatie. Van de twaalf keer dat Euwe deelnam aan het Nederlands kampioenschap, won hij elfmaal. Enkel in 1954 moest hij zijn meerdere erkennen in Jan Hein Donner. In 1957 kondigde Euwe aan niet meer mee te doen vanwege een te druk schema.
Het toernooi werd geopend met een welkomstwoord door de voorzitter van de Hoofdstedelijke Schaakbond, dhr. Caro, en de voorzitter van de Koninklijke Nederlandse Schaakbond dhr. Henk van Steenis. De openingszet werd verricht door burgemeester Gijs van Hall.
Tijdens de laatste ronde van het toernooi moesten een paar partijen worden afgebroken omdat deze nog niet waren afgerond. Deze partijen werden buiten afwezigheid van een KNSB-official uitgespeeld, iets wat ongebruikelijk is.
Jan Hein Donner won het toernooi. Hij verloor slechts één keer, en speelde tweemaal gelijk, de overige partijen won hij.

## Uitslag en kruistabel[5]
| #  | Naam                   | Score | 1  | 2  | 3 | 4 | 5 | 6 | 7 | 8 | 9 | 10 | 11 | 12 |
| -- | ---------------------- | ----- | -- | -- | - | - | - | - | - | - | - | -- | -- | -- |
| 1  | Jan Hein Donner        | 9     | -- | 1  | 1 | 0 | 1 | ½ | 1 | 1 | 1 | 1  | ½  | 1  |
| 2  | Carel van den Berg     | 7     | 0  | -- | ½ | 0 | 1 | 1 | ½ | 1 | ½ | 1  | ½  | 1  |
| 3  | Hans Bouwmeester       | 7     | 0  | ½  |   | ½ | ½ | 1 | ½ | ½ | 1 | 1  | 1  | ½  |
| 4  | Frits Roessel          | 7     | 1  | 1  | ½ |   | ½ | 0 | 1 | 1 | 0 | 0  | 1  | 1  |
| 5  | Nicolaas Cortlever     | 6     | 0  | 0  | ½ | ½ |   | ½ | 1 | ½ | ½ | ½  | 1  | 1  |
| 6  | Eduard Spanjaard       | 5½    | ½  | 0  | 0 | 1 | ½ |   | 0 | 0 | 1 | ½  | 1  | 1  |
| 7  | Johan Barendregt       | 5     | 0  | ½  | ½ | 0 | 0 | 1 |   | ½ | ½ | 0  | 1  | 1  |
| 8  | Haije Kramer           | 5     | 0  | 0  | ½ | 0 | ½ | 1 | ½ |   | ½ | 1  | ½  | ½  |
| 9  | Theo Van Scheltinga    | 5     | 0  | ½  | 0 | 1 | ½ | 0 | ½ | ½ |   | ½  | ½  | 1  |
| 10 | Johannes van den Bosch | 4½    | 0  | 0  | 0 | 1 | ½ | ½ | 1 | 0 | ½ |    | 0  | 1  |
| 11 | Constant Orbaan        | 3     | ½  | ½  | 0 | 0 | 0 | 0 | 0 | ½ | ½ | 1  |    | 0  |
| 12 | Jan Visser             | 2     | 0  | 0  | ½ | 0 | 0 | 0 | 0 | ½ | 0 | 0  | 1  |    |

1909 · 1912 · 1913 · 1919 · 1921 · 1924 · 1926 · 1929 · 1933 · 1936 · 1938 · 1939 · 1942 · 1948 · 1950 · 1952 · 1954 · 1955 · 1957 · 1958 · 1961 · 1963 · 1965 · 1967 · 1969 · 1970 · 1971 · 1972 · 1973 · 1974 · 1975 · 1976 · 1977 · 1978 · 1979 · 1980 · 1981 · 1982 · 1983 · 1984 · 1985 · 1986 · 1987 · 1988 · 1989 · 1990 · 1991 · 1992 · 1993 · 1994 · 1995 · 1996 · 1997 · 1998 · 1999 · 2000 · 2001 · 2002 · 2003 · 2004 · 2005 · 2006 · 2007 · 2008 · 2009 · 2010 · 2011 · 2012 · 2013 · 2014 · 2015 · 2016 · 2017 · 2018 · 2019 · 2021 · 2022 · 2023 · 2024